# Longtan Yizu Daizu Xiang
Longtan Yizu Daizu Xiang (kinesiska: 龙潭, 龙潭彝族傣族乡) är en socken i Kina. Den ligger i provinsen Yunnan, i den sydvästra delen av landet, omkring 340 kilometer sydväst om provinshuvudstaden Kunming. Antalet invånare är 9 585. Befolkningen består av 4 450 kvinnor och 5 135 män. Barn under 15 år utgör 19,0 %, vuxna 15-64 år 71 %, och äldre över 65 år 8,0 %.
Genomsnittlig årsnederbörd är 1 704 millimeter. Den regnigaste månaden är juli, med i genomsnitt 467 mm nederbörd, och den torraste är februari, med 7 mm nederbörd.